# Spinnaker Tower

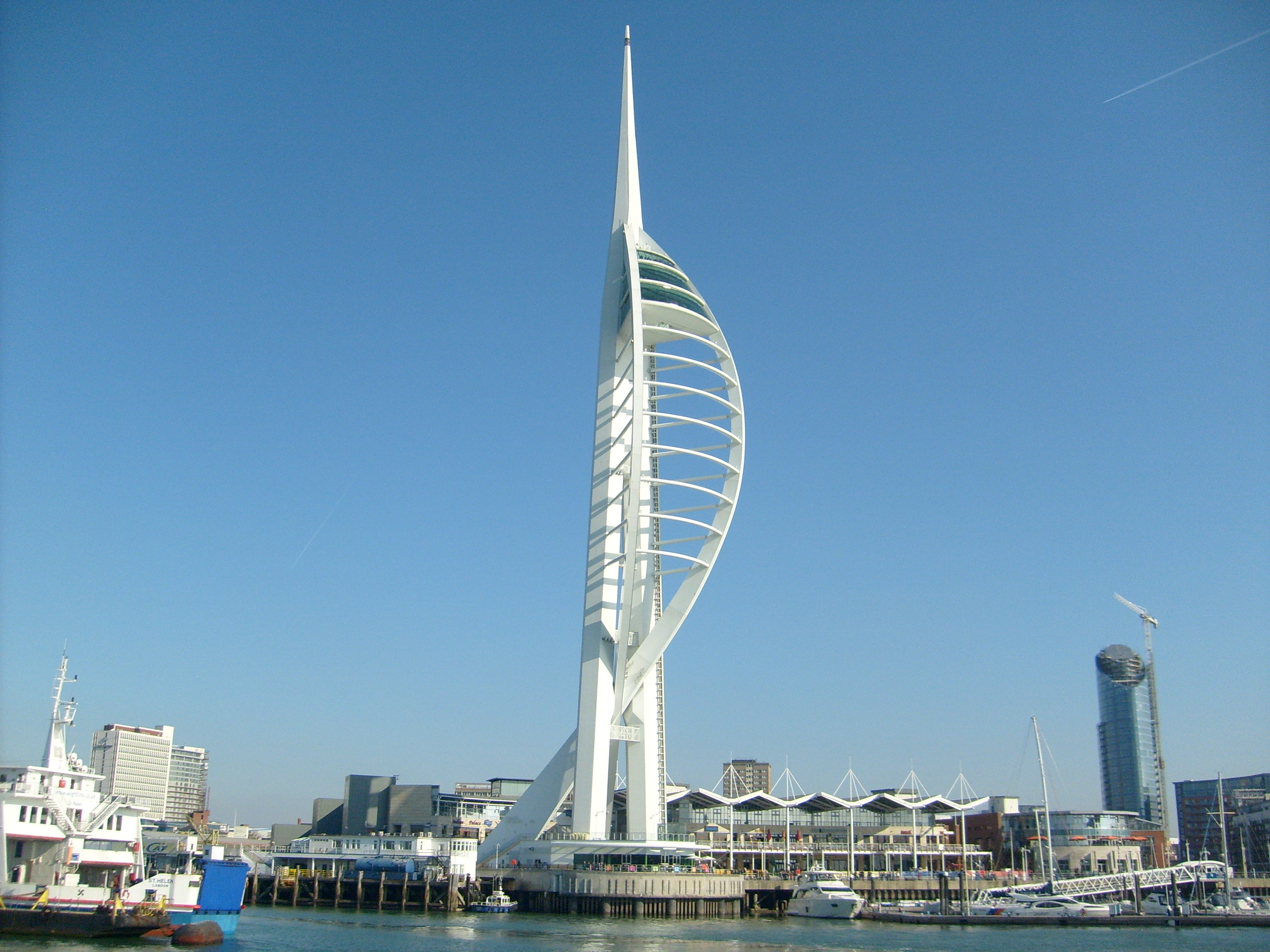
Spinnaker Tower.

Spinnaker Tower är ett 170 meter (inklusive antenn) högt utsiktstorn i Portsmouth, Storbritannien, som färdigställdes 18 oktober 2005.
Det påminner arkitektoniskt om Burj Al Arab i Dubai.